# Таврия (поезд)
«Та́врия» — скорый поезд № 007А/008С, курсирующий по маршруту Санкт-Петербург — Севастополь — Санкт-Петербург. Первый пассажирский поезд прошедший по Крымскому мосту в ночь с 24 по 25 декабря 2019 года.
В более широком смысле под брендом «Таврия» подразумевается семейство пассажирских поездов повышенной комфортности (к которым относится и севастопольский поезд), с 2019 года курсирующих в аннексированный Крым из разных городов России и принадлежащих частной компании «Гранд Сервис Экспресс» (государственный перевозчик — ОАО «РЖД» — после 2014 года утратил возможность легально пускать свои составы в Крым из-за риска попадания под международные и украинские санкции).

## История
История началась с 5 января 1875 года, был учреждён маршрут Санкт-Петербург — Севастополь с 3-мя пересадками: Москва, Курск, Лозовая, время в пути — 88 часов.
1 июня 1875 года время сократилось до 76 часов.
6 июня 1882 года время в пути сократилось до 64 часов 30 минут, в обратном направлении до 65 часов с двумя пересадками в Москве и Харькове.
В 1885 году было организовано беспересадочное сообщение. Спальные вагоны I и II классов отправлялись из Санкт-Петербурга ровно в 22 часа с поездом № 11 Санкт-Петербург — Москва и прибывали на Николаевский вокзал в 17 часов следующих суток. Дальше — с позиций технологии работы Московского железнодорожного узла нашего времени — происходило немыслимое: спустя 25 минут после прибытия вагоны поездом № 105 отправлялись на станцию Москва-Курская, куда и прибывали в 17.50, прицеплялись к курьерскому поезду № 1 Московско-Курской железной дороги и в 18.15 отправлялись в Севастополь. Дальше дорога продолжалась ночь, день и снова ночь, и в 10.12 поезд прибывал на побережье. К лету 1899 года беспересадочные вагоны до Севастополя находились в пути уже 49 часов 5 минут туда и 49 часов 35 минут обратно.
С 16 октября 1899 года до летнего графика 1900 года, поезду присвоили статус «скорый поезд беспересадочного сообщения» Санкт-Петербург — Севастополь под номером № 5/6. Летом заменяет курьерский поезд № 1/2, который по Николаевской железной дороге числится как № 1с/2с. Буква «с» означала Севастопольский. Такая схема организации сообщения просуществует 10 лет.
К 1912 году график движения составлял 39 часов туда и 39 часов 45 минут обратно. Для маршрутной скорости 55 км/ч это рекордные результаты того времени. От Москвы до Симферополя стоянки были сокращены до 10 минут.

## Межвоенные годы
В период гражданской войны, регулярные пассажирские перевозки прекратились, а послевоенные годы поезд курсировал раз в неделю по причине отсутствия гарантий прибытия поезда по расписанию утром в понедельник или даже во вторник.
Время в пути составляло от 58 до 65 часов, при этом соблюдался принцип «двух дней и трех ночей».
С 1924 года движение начало принимать системный характер. Зимой курсировал раз в неделю. Летом 1924-го — 3 раза в неделю, а летом 1925-го — 5 раз в неделю. С 1927 года поезд Ленинград — Севастополь стал ежедневным.
В 1929 году сообщение было представлено летним скорым поездом № 11/12, курсировавшим три раза в неделю через Москву Курскую уже без заезда в Москву-Октябрьскую, с временем в пути около 46 часов и беспересадочными вагонами до Евпатории, Феодосии и Керчи. Тем не менее, на следующий год поезд Ленинград — Севастополь прекратил своё существование. Основной причиной являлось полное исчерпание пропускной способности на подходах к Ленинградскому железнодорожному узлу по «Главной линии», как тогда называли линию Ленинград — Москва. В течение шести лет сообщение Северо-Западного региона с Крымом поддерживалось эпизодически, в основном в летние месяцы, беспересадочными вагонами, включаемыми в поезд Ленинград — Сочи с переприцепкой по Москве-Курской к поездам, следующим из Москвы в Крым. С учётом простоя в Москве, время в пути составляло свыше двух, а иногда и до трёх суток, что было очень долго даже по меркам того времени. После открытия 1 декабря 1935 года третьего главного пути между станциями Обухово и Тосно, с летнего графика 1936 года поезд Ленинград — Севастополь был, наконец, назначен и под номером 17/18 курсировал в летний период до июня 1941-го.

## Послевоенные годы
Первый послевоенный поезд № 25/26 из Ленинграда прибыл в Севастополь летом 1950 года. Поезд № 25/26 был в ходу через день и только летом, просуществовав до 1953 года. При этом он ещё и делил одну нитку графика с поездом № 25/26 Ленинград — Сочи.
В мае 1954 года поезд № 25/26 Ленинград — Сочи становится ежедневным, а в сообщение Ленинград — Севастополь назначается поезд № 7/8. Как оказалось, в летний период было совершено более полсотни рейсов до Симферополя и в течение четырёх лет прямое беспересадочное сообщение между Ленинградом и Севастополем вновь не осуществлялось.

## Возрождение поезда № 7/8 «Нева»
26 мая 1959 года в 12 часов 45 минут от перрона Московского вокзала города Ленинграда отправился назначенный в круглогодичное обращение скорый поезд № 7 Ленинград — Севастополь.
До 1964 год поезд следовал через Лихославль — Вязьму — Брянск — Льгов — Харьков. Время в пути в 1959 году составляло около 47 часов, а спустя всего 5 лет — менее 40. С 1965 по 1977 год поезд переживает период расцвета: он становится фирменным, получив название «Нева», следует по оптимальному маршруту (через Курский вокзал столицы) и с наименьшим временем в пути (31 час 25 минут), вагоны обретают эксклюзивный темно-вишневый окрас, в начале 70-х поезд обслуживается специально сформированными комсомольско-молодёжными бригадами.
С 1978 года маршрут пришлось изменить, пустив его в обход Москвы, а в 1992 году ещё был введён погранично-таможенный досмотр. Всё это увеличило время в пути, вследствие чего поезд потерял статуса «фирменный» и автоматически — название «Нева». Соответственно, его невозможно было формировать из вагонов последних лет постройки. К тому же после распада СССР со стороны «Укрзалезныцы» к поездам российского формирования появилось мягко говоря, прохладное отношение. Всё это повлияло и на имидж поезда, и на качество перевозок. Но, так или иначе, и в «период застоя», и во времена «перестройки», и в «лихие девяностые», и после них поезд № 7/8 оставался своего рода визитной карточкой пассажирского комплекса Октябрьской железной дороги.

## Второе возрождение поезда № 7/8
По окончании летних перевозок 2014 года планировалось обновить вагоны и, наконец, сделать поезд № 7/8 фирменным, возвратив название «Нева». Однако политический кризис на Украине, привело к тому, что пассажиропоток в Крым через украинскую территорию упал во много раз. Последний рейс через Украину поезд совершил 30 мая 2014 года, тем самым перевезя за 55 лет работы более 15 млн человек.
23 декабря 2019 года с участием президента России Владимира Путина прошла торжественная церемония открытия железнодорожного движения по Крымскому мосту и произошло отправление первого пассажирского поезда № 7 Санкт-Петербург — Севастополь по телемосту Тамань — Санкт-Петербург (Московский вокзал). Оператором пассажирских перевозок в Крым была определена компания Гранд Сервис Экспресс.
Поезд проследовал через станции Тверь, Рязань II, Мичуринск, Придача, Лиски, Россошь, Ростов, Тамань. В ночь на 25 декабря 2019 года поезд проехал Крымский мост, кот Мостик встретил первый поезд.
25 декабря 2019 года поезд прибыл в место назначения. Его прибытие отметили песнями и танцами.
С 30 апреля по 30 июля 2020 года запустили беспересадочные вагоны в Евпаторию.
С 1 июля 2020 года была введена остановка в Москве-Казанской, чтобы пассажирам поехать без пересадки в Севастополь.
23 декабря 2020 года в честь годовщины подарят подарки, билеты будут со скидкой в 20 % и будет подарочная карта.
С мая 2021 отменён заезд в Москву, время в пути сократилось до 40 часов.
- Первый поезд через Крымский Мост
- Дельфины на вагоне

## Подвижной состав
Состав поезда состоит из:
- вагона-ресторана (по 46 мест);
- купейных вагонов (по 36 мест в каждом вагоне);
- купейного штабного вагона с радиостанцией, купе для маломобильных пассажиров и купе для багажа.
- вагонов СВ (по 18 мест в каждом вагоне) — временно ходили в зимнее расписание 2020—2021 годов.
- вагона класса «люкс» (всего в вагоне 4 купе по 2 места, купе выкупается целиком максимум для двоих взрослых и одного ребёнка) — по назначению

Все вагоны — ТВЗ нового модельного ряда, за исключением купейных вагонов класса обслуживания 2К, которые тоже оснащённые вакуумными туалетами, установками кондиционирования воздуха, розетками в каждом купе и Wi-Fi.

## Схема поезда
Санкт-Петербург — Севастополь — Санкт-Петербург на летние перевозки 2021 года.
| Номер вагона | Тип вагона | Мест | Класс обслуживания |
| ------------ | ---------- | ---- | ------------------ |
| 1            | Плацкарт   | 54   | 3Э                 |
| 2            | Плацкарт   | 52   | 3Э                 |
| 3            | Плацкарт   | 54   | 3Э                 |
| 4            | Плацкарт   | 52   | 3Э                 |
| 5            | Плацкарт   | 54   | 3Э                 |
| 6            | Плацкарт   | 52   | 3Э                 |
| 7            | Купе       | 36   | 2К                 |
| 8            | Купе       | 36   | 2Э                 |
| 41           | Ресторан   | -    | -                  |
| 9            | Штабной    | 10   | 2К                 |
| 10           | Купе       | 36   | 2Э                 |
| 11           | Купе       | 36   | 2Ф                 |
| 12           | Купе       | 36   | 2К                 |
| 13           | Плацкарт   | 52   | 3Э                 |
| 14           | Плацкарт   | 36   | 3Э                 |
| 15           | Плацкарт   | 52   | 3Э                 |
| 16           | Плацкарт   | 54   | 3Э                 |
| 17           | Плацкарт   | 52   | 3Э                 |

## Характеристика поезда
- Поезд обслуживается четырьмя составами формированием ЛВЧД-8 Санкт-Петербург на электроотоплении, ЭПТ, ЭЧТК и колодочных тормозах.
- На данный момент поезда обслуживаются локомотивами: ЭП20 от Санкт-Петербурга до Тамани, ТЭП70БС от Тамани до Джанкоя, и, ВЛ10 от Джанкоя до Севастополя.

1. Поезд № 7/8 круглогодичный, фирменный, ежедневный.
2. Нумерация вагонов в пути следования переходящая и указана при следовании из Санкт-Петербурга с головы поезда, при следовании из Севастополь, также, с головы поезда.
3. Максимально допустимая длина поезда по участкам следования (вагоны 25,5 метров) от С.-Петербург-Главный до Москва-Пассажирская: 17 вагонов (если с ВБС 607/608 — 20).
4. Станции изменения направления движения поезда: Джанкой
5. Станции смены локомотивов: Тамань-Пассажирская, Джанкой.
6. Станции смены локомотивных бригад без смены локомотивов: Перово-4 (М.Сорт Р), Грязи-Воронежские, Россошь, Ростов-Главный.
7. Станции снабжения поезда водой: Санкт-Петербург-Главный, Грязи-Воронежские, Ростов-Главный, Тамань-Пассажирская, Севастополь.
8. Станции сбора твёрдых коммунальных отходов (ТКО) и шлака: Санкт-Петербург-Главный, Перово-4 (М.Сорт Р), Рязань 2, Грязи-Воронежские, Россошь, Ростов-Главный, Тамань-Пассажирская, Джанкой, Севастополь.
9. Станции откачки ЭЧТК: Санкт-Петербург-Главный, Севастополь.
10. Станции снабжения поезда топливом: нет.
11. Беспересадочные вагоны: нет.

## Особенности и отличия
- Электрическая схема вагонов позволяет разместить 2 розетки на 220 вольт и систему индивидуального кондиционирования воздуха (которую могут настраивать сами пассажиры, а не проводник), отдельную для каждого купе.
- Постельное бельё сделано из льна и хлопка, благодаря чему пассажирам обеспечен более комфортный сон.

## Интересные факты
- Поезд был первым фирменным в истории появления Крымского моста. В наше время он остаётся одним из немногих фирменных поездов «Таврия», сохранившим отличный от надписи РЖД, вместо РЖД — ГСЭ и под окнами сайт.
- Поезд чем дольше существовал, тем меньше времени уходило в путь.